# 미사토정 (구마모토현)
미사토정(일본어: 美里町 미사토마치[*])은 일본 구마모토현 중앙부에 있는 시모마시키군의 정이다.

## 지리
구마모토현 중앙부, 구마모토시에서 남동쪽으로 약 30km 떨어진 곳에 위치한다. 정역의 북서부(옛 주오정의 중심부)에는 구마모토 분지의 남단에 해당하는 평지가 있지만 정역의 약 80% 가까이가 산지·삼림이다. 정역의 남부는 규슈 산지의 일부를 차지하고 있어 고사다케 등 해발 1000m급 산이 늘어서 있다. 정내를 미도리가와강 등의 하천이 흐르고 정의 북동부에는 미도리가와댐이 있다.

### 인접한 자치체
- 우키시
- 야쓰시로시
- 가미마시키군 미후네정·고사정·야마토정

## 역사
- 2004년 11월 1일 - 주오정과 도모치정이 대등 합병해 미사토정이 탄생하였다.

## 교통

### 도로
- 국도 218호선
- 국도 443호선
- 국도 445호선